# قیچ‌سانان
قیچ‌سانان (نام علمی: Zygophyllales) راسته‌ای از گیاهان گلدار علفی یا درختچه‌ای به‌ندرت نیمه‌انگلی با دو تیره و ۲۷ سرده و حدود ۳۰۰ گونه است که عمدتاً در نواحی گرمسیری و خشک معتدل یا نواحی شور می‌رویند؛ گل‌های زیبای این راسته دارای گلپوشی معمولاً پنج‌قسمتی با غدد شهددار برای گرده‌افشانی به وسیله زنبور است.